# Pluteus (Schutzwand)

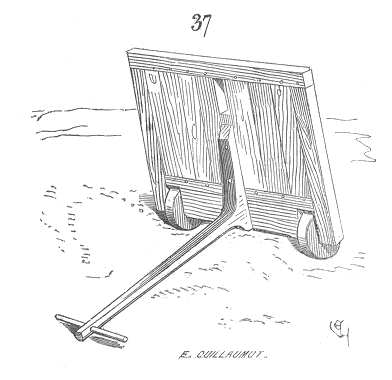

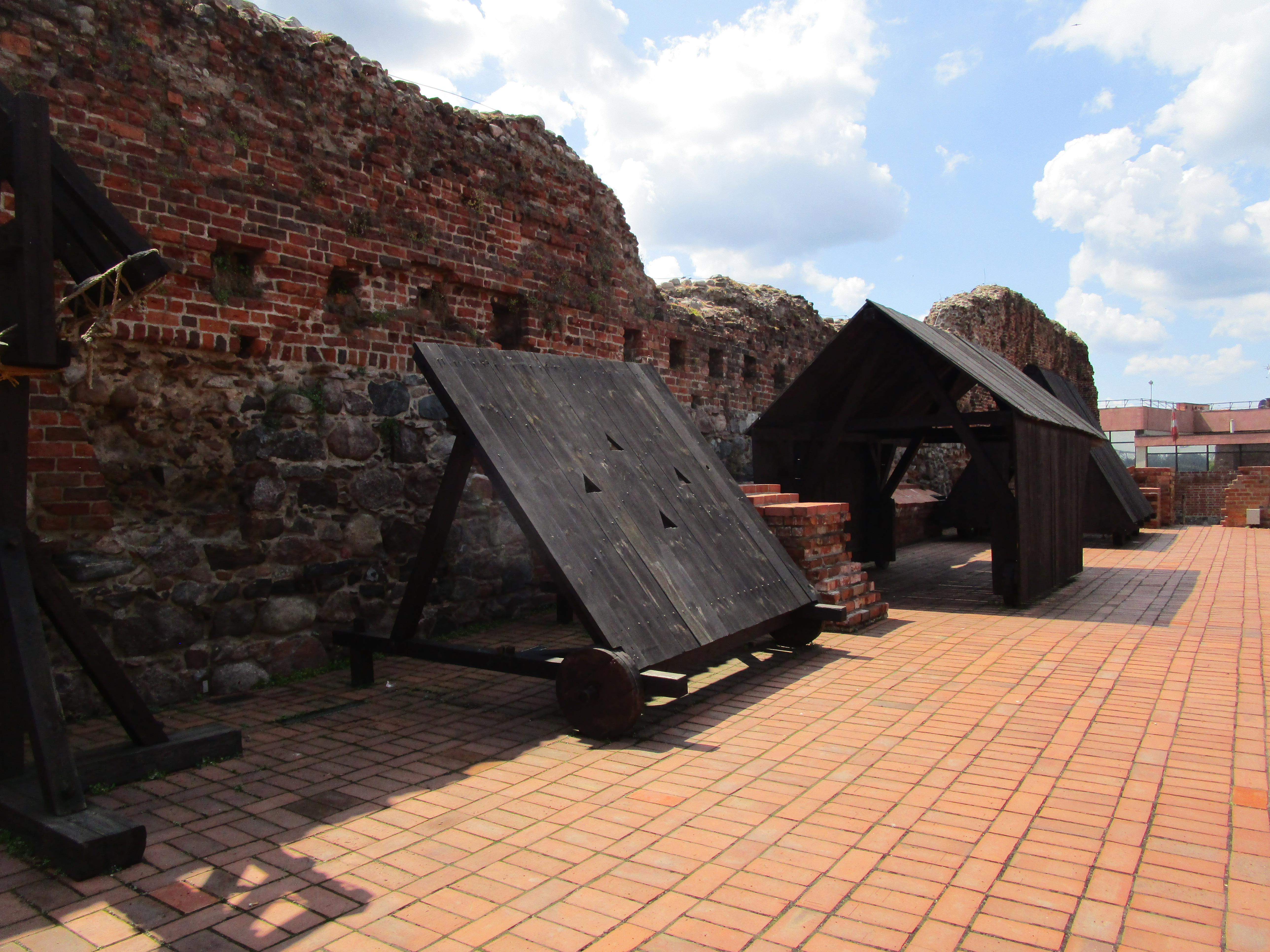
Pluteus – Nachbau nach einer Zeichnung in Ordensburg Thorn – 14. Jhd.

Der  Pluteus (lateinisch, Plural plutei; auch pluteum) war eine mobile, hölzerne Schutzwand, die von Bogenschützen in der Antike und im Mittelalter während Belagerungsangriffen verwendet wurde.

## Beschreibung und Verwendung
Diese Schutzwand wurde aus Holz oder aus geflochtenen Zweigen gefertigt. Sie stand auf zwei bis drei Rädern, wodurch man sie schieben konnte. In der Wand selbst waren kleine Öffnungen, durch die die Bogenschützen ihre Pfeile abschießen konnten. Sie diente als Schutz vor Geschossen der Gegner und wurde bei Belagerungen verwendet. Man konnte sie während der Schlacht verschieben und sich dadurch geschützt bis in die Reichweite der Verteidiger nähern. An der Innenseite des Pluteus waren manchmal Köcher befestigt, wodurch die Bogenschützen genügend Munition hatten. Die Wand war meist gerade, bei später gebauten Exemplaren schlossen zwei Wände einen stumpfen Winkel ein, was auch seitlich Schutz bot. Manchmal wurden auch leichte Ballisten durch ein Pluteus geschützt.

## Geschichte

### Römische Legion

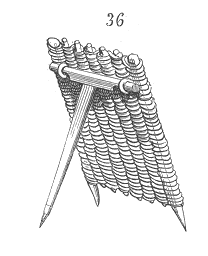

In der Römischen Legion verwendete man für eine Belagerung viele solcher Schutzwände, meistens an den Flanken der Festung, während in der Mitte die schwereren Belagerungsgeräte angerollt wurden. Die Bogenschützen mit den Plutei hatten nur die Aufgabe, die Verteidiger zu beschießen und sie dadurch am Angriff auf die großen Belagerungsgeräte zu hindern. Hierzu verwendete man Plutei, die man in die Erde rammte (siehe Abbildung).